# Associazione Calcio Prato 2011-2012
Questa voce raccoglie le informazioni riguardanti l'Associazione Calcio Prato nelle competizioni ufficiali della stagione 2011-2012.

## Divise e sponsor
Lo sponsor tecnico per la stagione 2011-2012 è Mass, invece  come sponsor ufficiale si è optato per  Logli Massimo.
| Casa | Trasferta |

## Organigramma societario
Area direttiva
- Presidente: Andrea Toccafondi
- Presidente onorario: Giannetto Guarducci
- Vicepresidente esecutivo: Nicola Radici
- Amministratore delegato: Paolo Toccafondi

Area organizzativa
- Segretario: Alessio Vignoli
- Responsabile sicurezza: Massimo Melani
- Responsabile impianto stadio: Vinicio Pagli

Area comunicazione
- Addetto stampa: Nicola Picconi

Area marketing
- Responsabile marketing: Roberto Angioni

Area tecnica
- Direttore sportivo: Mario Masini
- Responsabile settore giovanile: Renato Galli
- Allenatore: Vincenzo Esposito

Area sanitaria
- Responsabile sanitario: Roberto Baldi
- Medico sociale: Brunero Begliomini
- Fisioterapista: Luciano Battiston
- Massaggiatori: Pietro Rigirozzo, Fabio Meoni

## Rosa
| N. |                   | Ruolo | Calciatore          |
| -- | ----------------- | ----- | ------------------- |
|    | Italia (bandiera) | P     | Gianmarco D'Oria    |
|    | Italia (bandiera) | P     | Stefano Layeni      |
|    | Italia (bandiera) | P     | Yuri Morandi        |
|    | Italia (bandiera) | D     | Stefano Baresi      |
|    | Italia (bandiera) | D     | Michele De Agostini |
|    | Italia (bandiera) | D     | Andrea Guarisa      |
|    | Italia (bandiera) | D     | Giuliano Lamma      |
|    | Italia (bandiera) | D     | Andrea Manucci      |
|    | Italia (bandiera) | D     | Simone Patacchiola  |
|    | Italia (bandiera) | D     | Fabio Sacenti       |
|    | Italia (bandiera) | D     | Andrea Scrugli      |
|    | Italia (bandiera) | D     | Mattia Serafini     |
|    | Italia (bandiera) | D     | Mickael Varutti     |
|    | Italia (bandiera) | D     | Rocco Visibelli     |
|    | Italia (bandiera) | C     | Matteo Cavagna      |
|    | Italia (bandiera) | C     | Lorenzo Cecchi      |
|    | Italia (bandiera) | C     | Alessandro Corvesi  |

| N. |                      | Ruolo | Calciatore           |
| -- | -------------------- | ----- | -------------------- |
|    | Italia (bandiera)    | C     | Giulio Fogaroli      |
|    | Italia (bandiera)    | C     | Enrico Geroni        |
|    | Italia (bandiera)    | C     | Marco Gori           |
|    | Italia (bandiera)    | C     | Luigi Pagliuca       |
|    | Italia (bandiera)    | C     | Gabriele Piantoni    |
|    | Italia (bandiera)    | C     | Andrea Pisanu        |
|    | Italia (bandiera)    | C     | Jacopo Zagaglioni    |
|    | Italia (bandiera)    | A     | Andrea Alberti       |
|    | Italia (bandiera)    | A     | Pasquale Basilico    |
|    | Italia (bandiera)    | A     | Alessandro Marongiu  |
|    | Italia (bandiera)    | A     | Lorenzo Morelli      |
|    | Italia (bandiera)    | A     | Massimiliano Pesenti |
|    | Brasile (bandiera)   | A     | Diego Silva Reis     |
|    | Italia (bandiera)    | A     | Matteo Silvestri     |
|    | Italia (bandiera)    | A     | Gabriele Vangi       |
|    | Australia (bandiera) | A     | Massimiliano Vieri   |

## Calciomercato

### Sessione estiva(dal 01/07 al 31/08)
| Arrivi | Arrivi               | Arrivi      | Arrivi                     |
| R.     | Nome                 | da          | Modalità                   |
| ------ | -------------------- | ----------- | -------------------------- |
| P      | Gianmarco D'Oria     | Empoli      | riscatto comproprietà      |
| P      | Stefano Layeni       | AlbinoLeffe | fine prestito              |
| P      | Yuri Morandi         | AlbinoLeffe | fine prestito              |
| D      | Stefano Baresi       | Brescia     | compartecipazione          |
| D      | Simone Patacchiola   | Sampdoria   | prestito                   |
| D      | Andrea Scrugli       | Vibonese    | compartecipazione          |
| D      | Mattia Serafini      | AlbinoLeffe | prestito                   |
| C      | Enrico Geroni        | AlbinoLeffe | prestito                   |
| C      | Andrea Pisanu        | Bologna     | prestito                   |
| A      | Andrea Alberti       | Monza       | definitivo                 |
| A      | Alessandro Marongiu  | SPAL        | compartecipazione          |
| A      | Lorenzo Morelli      | Fiorentina  | riscatto compartecipazione |
| A      | Loris Pagnotta       | AlbinoLeffe | prestito                   |
| A      | Massimiliano Pesenti | AlbinoLeffe | prestito                   |
| A      | Matteo Silvestri     | Sestese     | fine prestito              |

| Partenze | Partenze                | Partenze         | Partenze                 |
| R.       | Nome                    | a                | Modalità                 |
| -------- | ----------------------- | ---------------- | ------------------------ |
| P        | Edoardo Pazzagli        | Fiorentina       | risoluzione comproprietà |
| D        | Lorenzo Collacchioni    |                  | svincolato               |
| D        | Alessandro Malomo       | Roma             | fine prestito            |
| D        | Lorenzo Tafi            | Fiorentina       | risoluzione comproprietà |
| C        | Tommaso Gialdini        | Borgo a Buggiano | definitivo               |
| C        | Tommaso Morosini        | AlbinoLeffe      | fine prestito            |
| C        | Gabriele Piantoni       |                  | svincolato               |
| C        | Anthony Taugourdeau     | AlbinoLeffe      | fine prestito            |
| A        | Andrea Schenetti        | Milan            | fine prestito            |
| A        | Massimiliano Varricchio | Cuneo            | definitivo               |

### Trasferimenti tra le due sessioni
| Arrivi | Arrivi            | Arrivi | Arrivi     |
| R.     | Nome              | da     | Modalità   |
| ------ | ----------------- | ------ | ---------- |
| D      | Andrea Manucci    |        | svincolato |
| C      | Gabriele Piantoni |        | svincolato |

### Sessione invernale(dal 03/01 al 31/01)
| Arrivi | Arrivi              | Arrivi      | Arrivi            |
| R.     | Nome                | da          | Modalità          |
| ------ | ------------------- | ----------- | ----------------- |
| D      | Paolo Dametto       | Cagliari    | prestito          |
| D      | Tommaso Ghinassi    | Alessandria | prestito          |
| C      | Nicholas Costantini | Foligno     | prestito          |
| C      | Francesco Gazo      | AlbinoLeffe | compartecipazione |
| C      | Andrea Gianotti     | AlbinoLeffe | prestito          |
| A      | Daniele Morante     | Fano        | definitivo        |
| A      | Aiman Napoli        | Inter       | prestito          |

| Partenze | Partenze            | Partenze       | Partenze                 |
| R.       | Nome                | a              | Modalità                 |
| -------- | ------------------- | -------------- | ------------------------ |
| D        | Stefano Baresi      | Brescia        | risoluzione comproprietà |
| D        | Simone Patacchiola  | Sampdoria      | fine prestito            |
| D        | Mattia Serafini     | Fano           | definitivo               |
| A        | Pasquale Basilico   | Rimini         | comproprietà             |
| A        | Alessandro Marongiu | Fidelis Andria | prestito                 |